# Connachan Lodge
Die Connachan Lodge ist ein Wohngebäude nahe der schottischen Ortschaft Crieff in der Council Area Perth and Kinross. 1971 wurde das Bauwerk in die schottischen Denkmallisten in der höchsten Denkmalkategorie A aufgenommen.

## Beschreibung
Das Wohngebäude wurde im frühen 19. Jahrhundert errichtet. Die Connachan Lodge steht weitgehend isoliert in einer dünnbesiedelten Region abseits der A822 rund sechs Kilometer nordöstlich von Crieff am Fuße des Meall Tarsuinn. Das Cottage ist einstöckig ausgeführt, verfügt aber über ein ausgebautes Dachgeschoss. Sein herausragend gestaltetes Mauerwerk besteht aus Bruchstein, es wurden jedoch auch Holzelemente verwendet. Entlang der nordostexponierten Hauptfassade zieht sich eine fünf Achsen weite Veranda. Sie ist mit Bögen ausgeführt, deren Zwickel horizontal gemustert sind. Aus dem abschließenden Walmdach ragen Dachgauben auf. Im Inneren findet sich ein bemerkenswerter, georgianisch ausgestalteter offener Kamin.